# Xuancheng
Xuancheng (宣城市; pinyin: Xuānchéng Shì) er et bypræfektur i den sydøstlige del af provinsen Anhui i Folkerepublikken Kina. Den har et areal på 12.340 km2 og en befolkning på 2.730.000 indbyggere (2004).

## Administrative enheder
Xuancheng består af et bydistrikt, et byamt og fem amter:
- Bydistriktet Xuanzhou – 宣州区 Xuānzhōu Qū ;
- Byamtet Ningguo – 宁国市 Níngguó Shì ;
- Amtet Langxi – 郎溪县 Lángxī Xiàn ;
- Amtet Guangde – 广德县 Guǎngdé Xiàn ;
- Amtet Jing – 泾县 Jīng Xiàn ;
- Amtet Jingde – 旌德县 Jīngdé Xiàn ;
- Amtet Jixi – 绩溪县 Jìxī Xiàn.